# Theresa Concordia Maron
Theresa Concordia Maron, de soltera Mengs (Ústí nad Labem, 1725 – Roma, 10 d'octubre de 1806), va ser una pintora alemanya coneguda pel seu talent per a la miniatura i el pastel.

## Trajectòria
Filla d'Ismael Mengs, pintor oficial de la cort saxona, el seu naixement a Bohèmia va ser una mera coincidència. El seu pare havia mantingut una relació extramatrimonial amb la seva majordoma, Charlotte Bormann, i en un esforç per ocultar el naixement d'una filla il·legítima, va portar la seva amant a la ciutat més gran i més propera a l'estranger, Ústí nad Labem. Unes setmanes després, Mengs va portar la seva filla i la mare a Dresden, la capital saxona, on vivien.
Amb 16 anys es va traslladar a Roma, amb la seva família. Rússia, Polònia i Espanya li van atorgar beques per a la seva formació. Va treballar temporalment com a pintora i miniaturista de cambra i, així, va rebre de la reina l'encàrrec de fer còpies en miniatura de les pintures de Correggio El Dia i la Nit i algunes escenes de Nadal, que són datades el 1746.
Va destacar com a pintora d'esmalts, pastels i miniatures, incloent-hi un autoretrat i el retrat de la seva germana petita, Juliane, també pintora. I alhora fou professora d'altres artistes, com Francesca Bracci, la seva neboda Anna Maria Mengs, Apollonie Seydelman o Sofia Clerk.
El 1765 es va casar amb Anton von Maron, un retratista austríac i alumne del seu germà, Anton Raphael Mengs. Va morir a Roma el 1806.

## Galeria

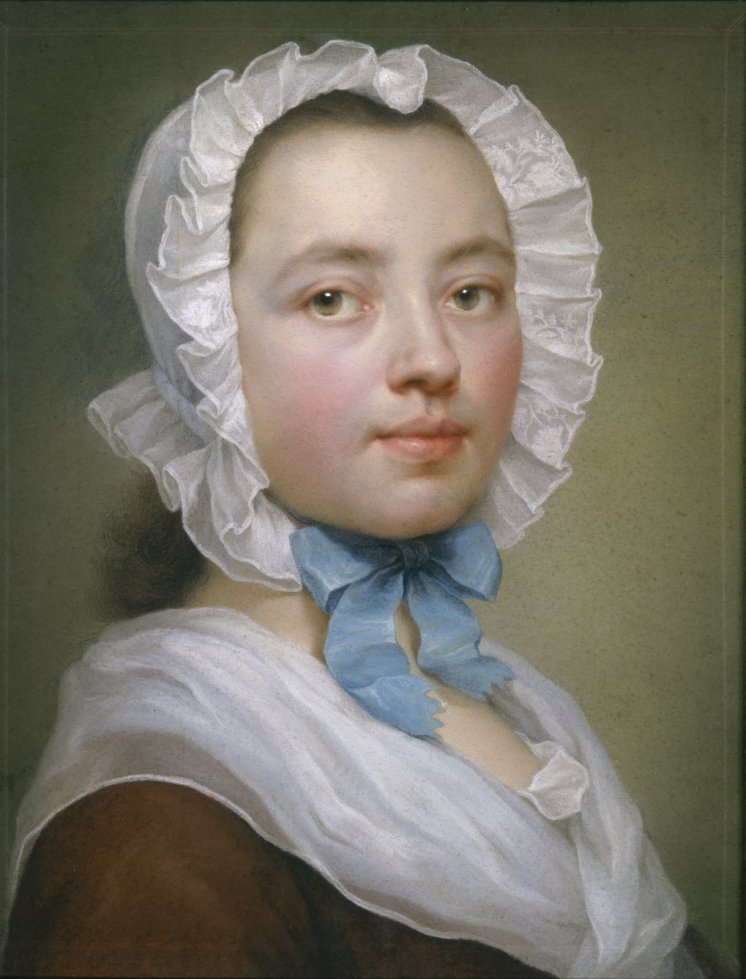
Autoretrat, Therese Concòrdia Maron, 1745, Pastel, Dresden, Gemäldegalerie.
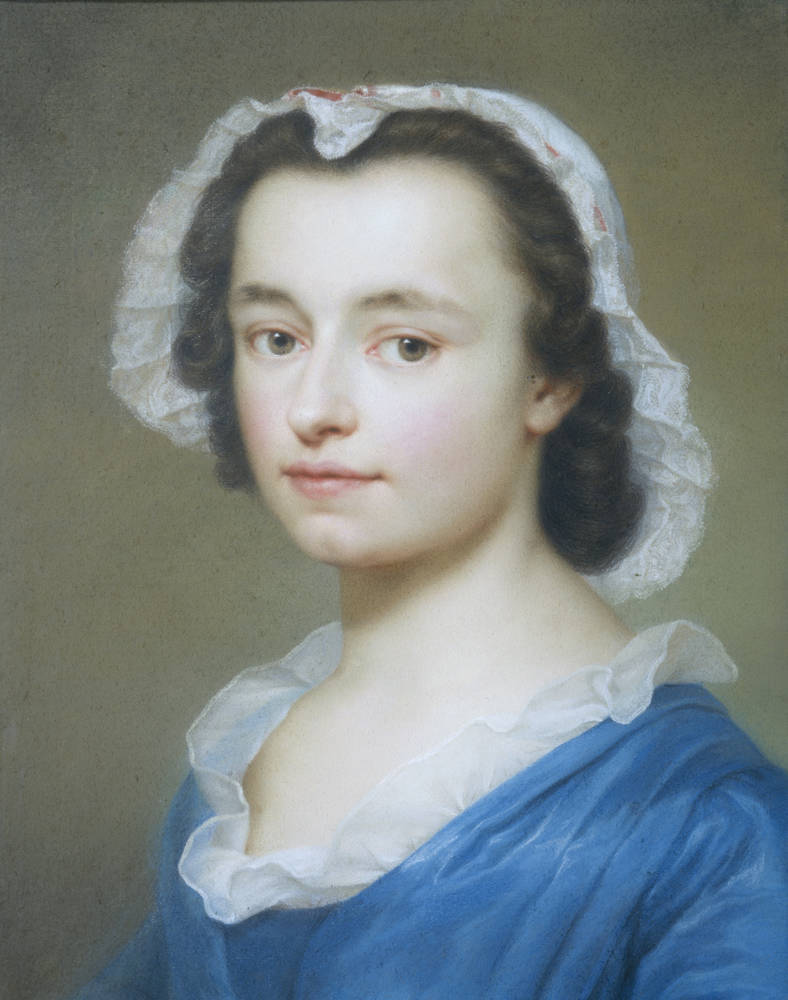
Retrat de la germana de l'artista, Juliane Charlotte Mengs (cap a 1740) pastel
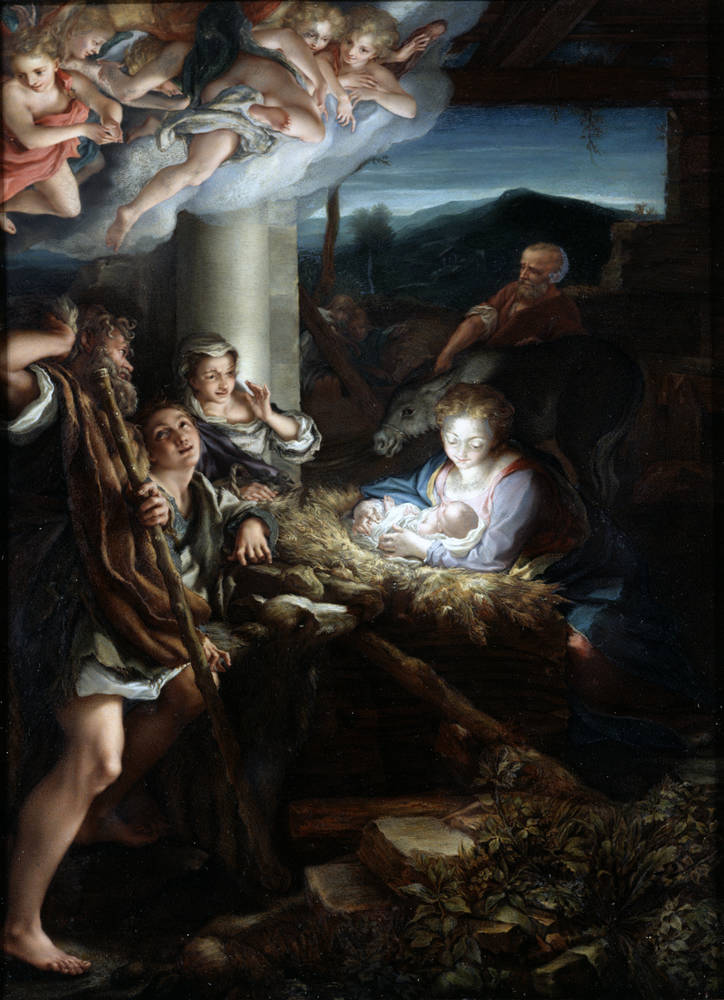
Santa Nit (a partir de Correggio), cap a 1746, aquarel·la sobre paper